# Adolf Rautmann

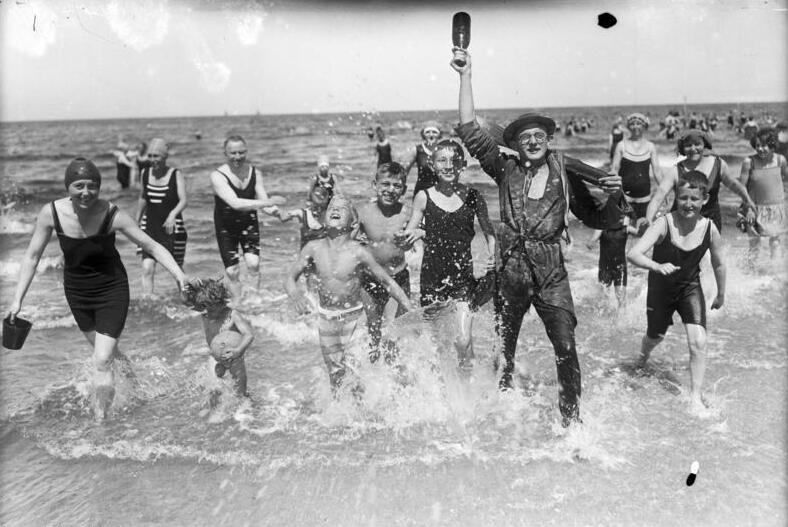
Onkel Pelle mit Kindern am Badestrand (1928)

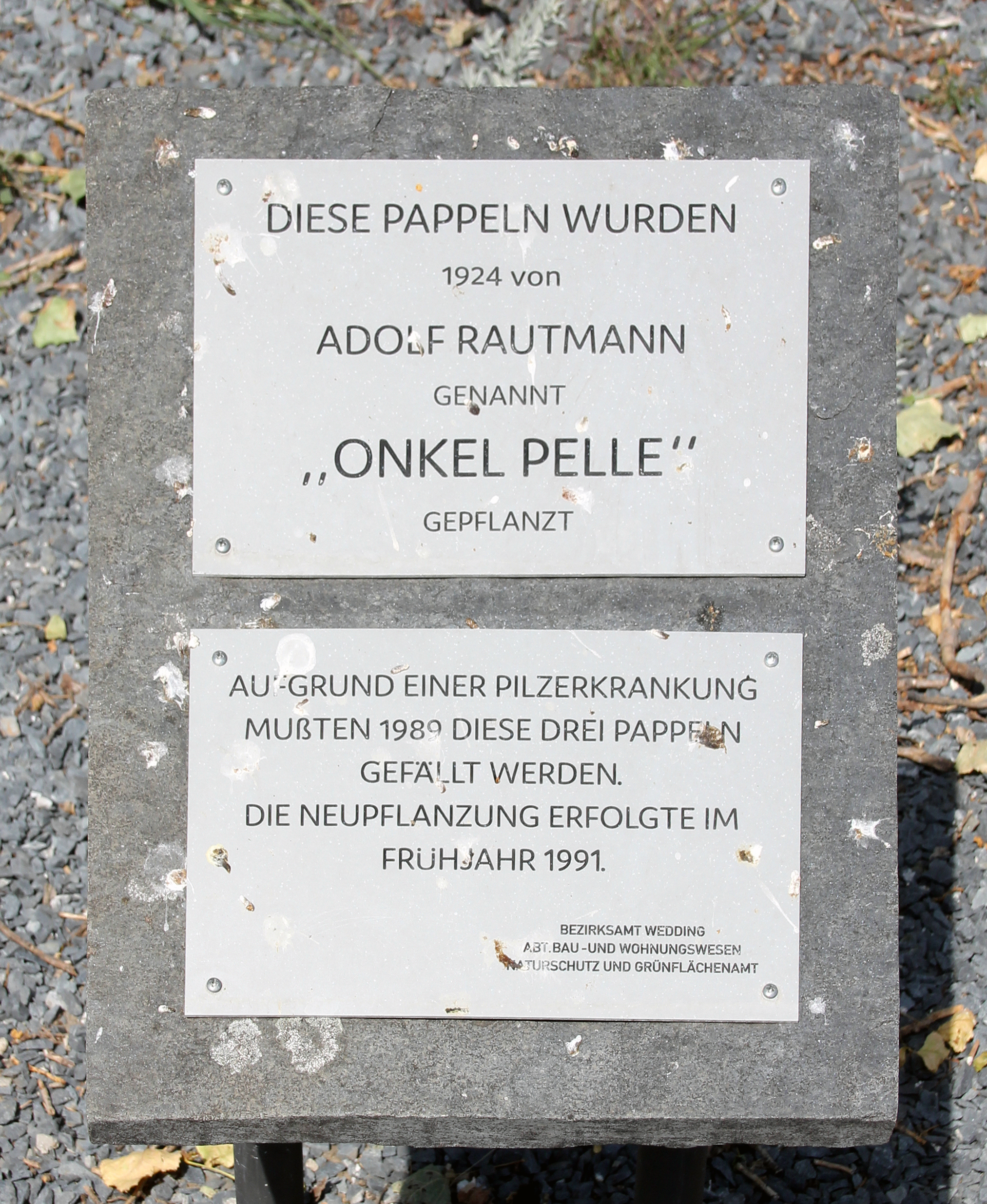
Gedenktafel, Müllerstraße 147, in Berlin-Wedding

Hermann Albert Adolf Rautmann (* 1. Februar 1869 in Brenkenhof; † 8. Januar 1937 in Berlin) war ein Zirkuskünstler, Schausteller und ein Berliner Original. Im Volksmund wurde er Onkel Pelle genannt.

## Leben
Adolf Rautmann kam als Jugendlicher mit seinen Eltern August Ferdinand und Henriette geborene Schlüter aus dem westlich von Berlin gelegenen Havelland nach Berlin, wo er sich unter anderem dem Circus Renz anschloss und auf Reisen ging. Auch im Circus Krone ist er für kurze Zeit als Manegenclown aufgetreten. Zurück in Berlin trat er mit einer Reihe von bekannten Künstlern auf. Am 31. Oktober 1890 heiratete er die zwei Monate ältere und aus Berlin stammende Anna Martha Clara Schöne, von der er am 26. Juli 1901 wieder geschieden wurde.
Von 1906 bis 1907 betrieb er in der Müllerstraße 147 in Berlin-Wedding einen Rummelplatz. Um diese Zeit herum betätigte er sich auch in anderen großen, deutschen Städten als Festveranstalter und Pächter von sieben Rummelplätzen. Am 1. November 1907 ehelichte er die 18 Jahre jüngere und in Thorn geborene Hedwig Klara Stoll.
Adolf Rautmann spielte Flöte, Geige und Konzertina. Als Alleinunterhalter trat er vor allem vor Kindern als Onkel Pelle auf. Diesen Spitznamen verdankte er der Tatsache, dass sein Körper nur aus Haut und Knochen zu bestehen schien. Im Amtlichen Fernsprechbuch für Berlin von 1932 steht dies sogar in seinem Eintrag:

„Rautmann, Adolf, gen[annt]. Onkel Pelle, Schaustellungsunternehmer, Berlin Nordpark, N 65, Müllerstraße 148, D 6 Wedding 85 79.“

Bei seinen Vorführungen beschäftigte er die Kinder mit Spielen, zauberte Bonbons hervor und zeigte Kunststücke, lustige Mützen und Kostüme. Dabei war er so erfolgreich, dass der Name Onkel Pelle sogar markenrechtlich geschützt wurde.
Adolf Rautmann war mit dem Zeichner Heinrich Zille befreundet. Das Geburtshaus des Spaßmachers ist noch erhalten und befindet sich neben der Heimatstube im Ortsteil Brenkenhof von Großderschau.
Er starb 1937 in seiner Wohnung am Vergnügungspark in der Müllerstraße 148. Nach seinem Tod wurde er von vielen Nachahmern bei Stadt-, Straßen-, Hinterhof-, Schul- oder Kleingartenfesten kopiert, um die Kinder zu unterhalten und zu beschäftigen.